# Countdown to Nowhere
Countdown to Nowhere è il quarto album in studio del gruppo punk rock statunitense Allister, pubblicato nel 2010.

## Tracce
1. Failure – 1:51
2. Run Away – 3:36
3. Dance With Me – 2:44
4. All We Needed – 3:44
5. Breathe For You – 3:38
6. Make It Work – 2:49
7. Can't Let Go – 4:02
8. Yearbook – 2:17
9. Free – 2:36
10. Start Somewhere – 3:29
11. Diamond Ring – 2:08
12. Tokyo Sunrise – 4:49
13. I Want You Back – 1:30